# 绿锈 (化合物)

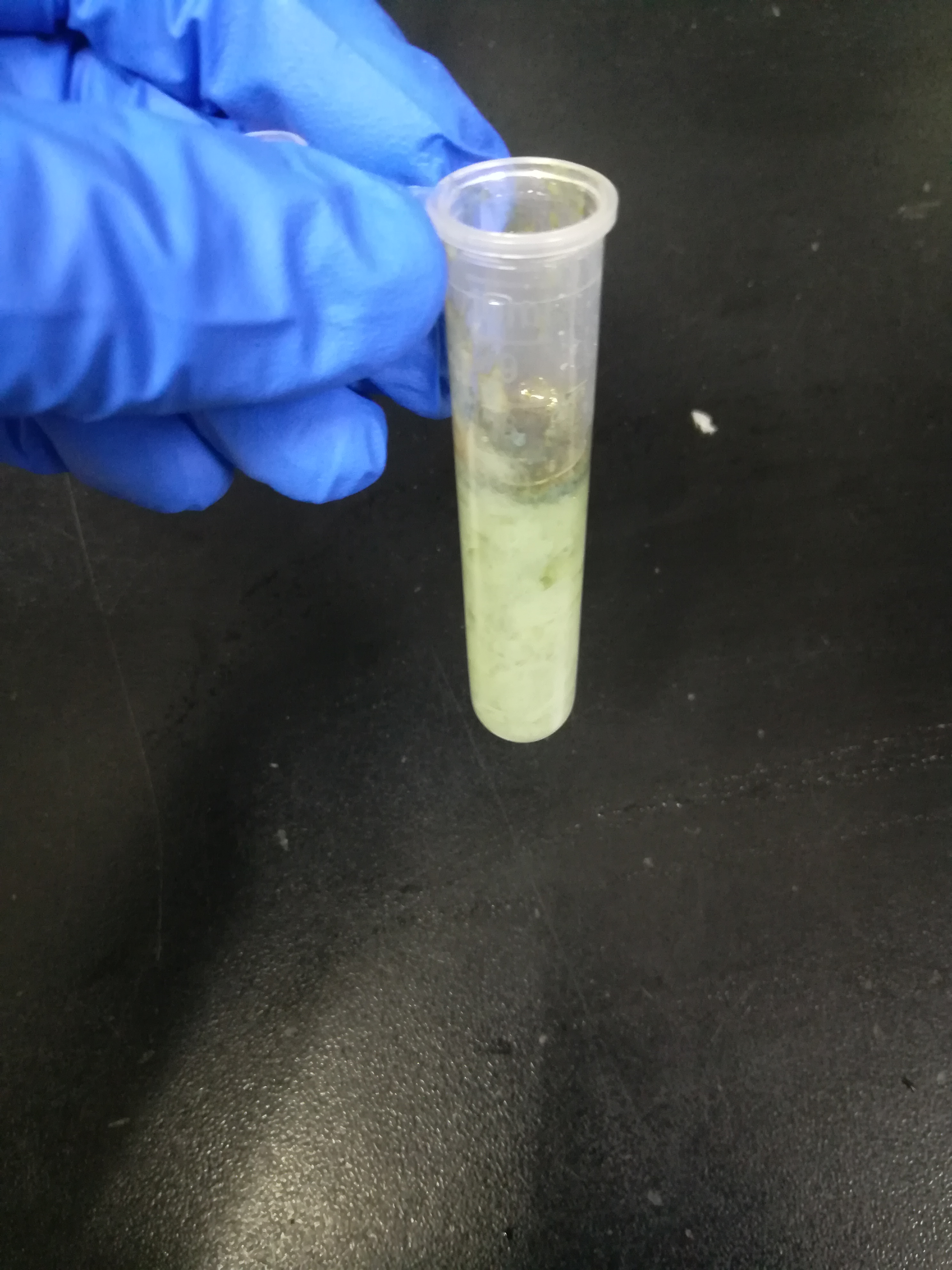
硫酸亚铁溶液和氢氧化钠溶液在空气中反应，生成浅绿色的沉淀

绿锈（英语：Green rust）是一类含铁(II)、铁(III)混合价态氢氧化物的绿色晶体的总称。这类晶体中，除了Fe2+、Fe3+和OH−外，还有可能有CO2−
3、Cl−
或SO2−
4等阴离子在其層狀雙氫氧化合物结构中，研究最多的物种有：
- 绿锈碳酸盐 - GR(CO2−
3)：[Fe2+
4Fe3+
2(HO−
)12]2+ · [CO2−
3·2H
2O]2−.[2][3][4][5]
- 绿锈盐酸盐 - GR(Cl−
)：[Fe2+
3Fe3+
(HO−
)8]+ · [Cl−
·nH
2O]−.[4][5][6]
- 绿锈硫酸盐 - GR(SO2−
4)：[Fe2+
4Fe3+
2(HO−
)12]2+ · [SO2−
4·2H
2O]2−.[5][7][8]

其它文献中还有这些阴离子的报道：Br−
、F−
、I−
、NO−
3和SeO2−
4。
绿锈最初在铁或钢的表面被发现。它在自然界中也能以该矿物的形式存在。

## 制备
绿锈可由含Fe(II)的溶液在SO42-、CO32-或Cl-等离子的存在下，用氧化剂（如空气、过氧化氢等）氧化，再用NaOH沉淀得到。

## 用途
绿锈可用于一些有机物的降解。